# Nathan Baker
Nathan Luke Baker (Worcester, 23 aprile 1991) è un ex calciatore inglese, di ruolo difensore.

## Carriera

### Club

#### Aston Villa
Baker firmò per l'Aston Villa all'età di tredici anni nel 2004 e crebbe nelle giovanili del club, debuttando nella Academy nel 2007. Diventò una figura importante nella squadra costituendo la coppia centrale difensiva assieme a Ciaran Clark in quella stagione, che coincise con la vittoria del titolo nazionale per i Villans, che si aggiudicarono la finale superando il Manchester City. Baker concluse la stagione con 23 apparizioni ed una rete per la squadra Academy, oltre a 7 presenze e 2 gol con le riserve, contribuendo al successo nella Premier Reserve League South.
I progressi del difensore continuarono e nell'estate 2008 partecipò assieme all'Aston Villa ad una tournée di amichevoli in Svizzera: Baker giocò entrambi i match contro Wil e Zurigo. Nel mese di luglio dello stesso anno, il difensore fu portato in panchina per il match valido per l'edizione annuale della Coppa Intertoto contro l'Odense. Anche la settimana seguente fu in panchina, nel secondo turno di qualificazione alla Coppa UEFA contro il Fimleikafélag Hafnarfjarðar.

#### Il prestito al Lincoln City
Il 23 ottobre 2009 firmò un contratto di prestito mensile con il Lincoln City, assieme al compagno di squadra Eric Lichaj. Baker ebbe un buon impatto al Lincoln e il prestito fu successivamente esteso a tutta la stagione.

#### Ritorno all'Aston Villa
Il 16 gennaio 2011 fu portato in panchina per il derby contro il Birmingham City, ma fu un sostituto inutilizzato nel pareggio per uno a uno tra le due squadre. Il 25 gennaio esordì ufficialmente per l'Aston Villa, giocando da titolare nel successo per 2 a 1 in casa del Wigan Athletic. Alla seconda partita ufficiale della sua carriera, contro il Blackburn in Football League Cup, fu espulso.

### Nazionale
Ha giocato nelle nazionali giovanili inglesi Under-19, Under-20 ed Under-21, partecipando anche ai Mondiali Under-20 del 2011.